# Maria Àngels Boyero Cruz
Maria Àngels Boyero Cruz (Sant Feliu de Guíxols, Baix Empordà, 1963) és una nedadora paralímpica catalana, guanyadora de nombroses medalles estatals, europees i mundials
Va començar a practicar la natació l'any 1976 com a representant de l'Hospital Sant Rafael de Barcelona. Posteriorment va nedar amb el Club Mifas de Girona. Va ser el 1978 quan va ser seleccionada per representar Espanya al torneig de les Vuit Nacions a Hoesnbrock (Països Baixos), on va aconseguir quatre medalles d'or dins les modalitats de 25 m. estil papallona, 100 m. lliures, 10 m. esquena i 100 m braça, convertint-se en la més llorejada de l'esdeveniment. Posteriorment va participar en els campionats del món de Stoke Mandeville (Anglaterra) on va guanyar dos ors en els 25 m. papallona i els 4x100 m. relleus i el bronze en els 100 m. lliures individuals. També participà en l'Olimpíada per a Minusvàlids que se celebrà el 1980 a Holanda. El 1981, any en què va finalitzar la seva etapa esportiva, va guanyar quatre medalles als campionats d'Espanya d'hivern a Madrid i cinc medalles als de Catalunya.